# Джамалабад (Магаллат)
Джамалабад (перс. جمال اباد) — село в Ірані, у дегестані Бакерабад, у Центральному бахші, шахрестані Магаллат остану Марказі. За даними перепису 2006 року, його населення становило 13 осіб, що проживали у складі 6 сімей.

## Клімат
Середня річна температура становить 14,55 °C, середня максимальна – 33,50 °C, а середня мінімальна – -8,29 °C. Середня річна кількість опадів – 182 мм.
| Клімат поселення                              | Клімат поселення | Клімат поселення | Клімат поселення | Клімат поселення | Клімат поселення | Клімат поселення | Клімат поселення | Клімат поселення | Клімат поселення | Клімат поселення | Клімат поселення | Клімат поселення | Клімат поселення |
| Показник                                      | Січ.             | Лют.             | Бер.             | Квіт.            | Трав.            | Черв.            | Лип.             | Серп.            | Вер.             | Жовт.            | Лист.            | Груд.            |                  |
| Середній максимум, °C                         | 10,16            | 12,53            | 17,81            | 23,65            | 28,30            | 32,44            | 33,50            | 32,62            | 28,74            | 22,54            | 16,30            | 10,06            |                  |
| Середня температура, °C                       | 0,94             | 3,29             | 8,58             | 14,40            | 19,08            | 23,20            | 27,06            | 26,20            | 22,32            | 16,11            | 9,87             | 3,64             |                  |
| Середній мінімум, °C                          | −8,29            | −5,94            | −0,66            | 5,18             | 9,83             | 13,97            | 20,63            | 19,75            | 15,88            | 9,68             | 3,44             | −2,81            |                  |
| Норма опадів, мм                              | 32               | 30               | 33               | 22               | 13               | 1                | 2                | 1                | 0                | 6                | 17               | 25               |                  |
| Середньомісячна швидкість вітру, м/с          | 1.42             | 2.14             | 2.51             | 2.94             | 2.72             | 2.52             | 2.63             | 2.35             | 2.18             | 1.95             | 1.59             | 1.59             |                  |
| Середньомісячна сонячна радіація, кДж/м²·день | 10061            | 13279            | 15783            | 18965            | 22806            | 26647            | 25854            | 24455            | 21478            | 16208            | 11702            | 9665             |                  |
| --------------------------------------------- | ---------------- | ---------------- | ---------------- | ---------------- | ---------------- | ---------------- | ---------------- | ---------------- | ---------------- | ---------------- | ---------------- | ---------------- | ---------------- |
| Джерело:                                      |                  |                  |                  |                  |                  |                  |                  |                  |                  |                  |                  |                  |                  |